# Liste des conseillers généraux de la Somme de 1964 à 1967
 (août 2023).
Si vous disposez d'ouvrages ou d'articles de référence ou si vous connaissez des sites web de qualité traitant du thème abordé ici, merci de compléter l'article en donnant les références utiles à sa vérifiabilité et en les liant à la section « Notes et références ».
Cet article dresse la liste des 41 membres du Conseil général de la Somme élus lors de l'élection cantonale de 1964, ainsi que les changements intervenus en cours de mandature.

## Composition du conseil général de laSomme(41 sièges)

### Assemblée départementale en début mandature
| Parti                                          | Sigle | Sigle | Élus | Groupe                     |
| ---------------------------------------------- | ----- | ----- | ---- | -------------------------- |
| Centre-gauche (28 sièges)                      |       |       |      |                            |
| Parti radical-socialiste                       |       | Rad.  | 13   | Rassemblement démocratique |
| Modérés                                        |       | Mod.  | 2    | Rassemblement démocratique |
| Section française de l'Internationale ouvrière |       | SFIO  | 12   | Socialiste                 |
| Divers gauche                                  |       | DVG   | 1    | Socialiste                 |
| Gauche (5 sièges)                              |       |       |      |                            |
| Parti communiste français                      |       | PCF   | 5    | Communiste                 |
| Droite (4 sièges)                              |       |       |      |                            |
| Union pour la nouvelle République              |       | UNR   | 3    | UNR et indépendants        |
| Républicains indépendants                      |       | RI    | 1    | UNR et indépendants        |
| Centre-droit (4 sièges)                        |       |       |      |                            |
| Mouvement républicain populaire                |       | MRP   | 2    | Centre démocratique        |
| Centre national des indépendants et paysans    |       | CNIP  | 1    | Centre démocratique        |
| Divers droite                                  |       | DVD   | 1    | Centre démocratique        |
| Président du Conseil Général                   |       |       |      |                            |
| Max Lejeune (SFIO)                             |       |       |      |                            |

### Assemblée départementale en fin mandature
| Parti                                          | Sigle | Sigle | Élus | Groupe                         |
| ---------------------------------------------- | ----- | ----- | ---- | ------------------------------ |
| Centre-gauche (24 sièges)                      |       |       |      |                                |
| Parti radical-socialiste                       |       | Rad.  | 13   | Gauche démocrate et socialiste |
| Section française de l'Internationale ouvrière |       | SFIO  | 10   | Gauche démocrate et socialiste |
| Convention des institutions républicaines      |       | CIR   | 1    | Gauche démocrate et socialiste |
| Centre-droit (7 sièges)                        |       |       |      |                                |
| Centre démocrate                               |       | CD    | 4    | Centre démocratique            |
| Modérés                                        |       | Mod.  | 2    | Centre démocratique            |
| Centre national des indépendants et paysans    |       | CNIP  | 1    | Centre démocratique            |
| Gauche (6 sièges)                              |       |       |      |                                |
| Parti communiste français                      |       | PCF   | 6    | Communiste                     |
| Droite (4 sièges)                              |       |       |      |                                |
| Union démocratique pour la Ve République       |       | UD-Ve | 2    | UD-Ve et indépendants          |
| Républicains indépendants                      |       | RI    | 1    | UD-Ve et indépendants          |
| Divers droite                                  |       | DVD   | 1    | UD-Ve et indépendants          |
| Président du Conseil Général                   |       |       |      |                                |
| Max Lejeune (SFIO)                             |       |       |      |                                |

## Liste des conseillers généraux de la Somme
| Canton                 | Conseillers          | Partis | Partis                    | Changements                                |
| ---------------------- | -------------------- | ------ | ------------------------- | ------------------------------------------ |
| Abbeville-Nord         | Robert Viarre        |        | SFIO                      |                                            |
| Abbeville-Sud          | Max Lejeune          |        | SFIO                      |                                            |
| Acheux-en-Amiénois     | Raymond de Wazières  |        | Rad.                      |                                            |
| Ailly-le-Haut-Clocher  | Bernard Maisant      |        | SFIO                      |                                            |
| Ailly-sur-Noye         | William Classen      |        | Rad.                      |                                            |
| Albert                 | Pierre Savary        |        | Rad.                      |                                            |
| Amiens-Nord-Ouest      | Augustin Dujardin    |        | PCF                       |                                            |
| Amiens-Nord-Est        | Léon Dupontreué      |        | PCF                       |                                            |
| Amiens-Sud-Est         | Michel Couillet      |        | PCF                       |                                            |
| Amiens-Sud-Ouest       | Maurice Vast         |        | Mod. (SFIO jusqu'en 1965) | Exclu de la SFIO en 1965                   |
| Ault                   | Gilbert Defacques    |        | Rad.                      |                                            |
| Bernaville             | Maurice Crépin       |        | SFIO                      |                                            |
| Boves                  | Charles Houllier     |        | Rad.                      |                                            |
| Bray-sur-Somme         | Fernand Adriaenssens |        | SFIO                      |                                            |
| Chaulnes               | Pierre Maille        |        | CD (MRP jusqu'en 1966)    |                                            |
| Comble                 | Robert Marlot        |        | Rad.                      |                                            |
| Conty                  | René Clabault        |        | Rad.                      |                                            |
| Corbie                 | Paul Domisse         |        | SFIO                      |                                            |
| Crécy-en-Ponthieu      | André Delannoy       |        | UNR → UD-Ve               |                                            |
| Domart-en-Ponthieu     | René Lamps           |        | PCF                       |                                            |
| Doullens               | Kléber Mopty         |        | Rad.                      |                                            |
| Gamaches               | Marcelle Delabie     |        | Rad.                      |                                            |
| Hallencourt            | André Deschamps      |        | Rad.                      |                                            |
| Ham                    | Émile Luciani        |        | UNR → UD-Ve               |                                            |
| Hornoy-le-Bourg        | Charles Dufour       |        | SFIO                      |                                            |
| Molliens-Vidame        | Gabrielle Scellier   |        | CD (Mod. jusqu'en 1966)   |                                            |
| Montdidier             | Jean Doublet         |        | CNIP                      |                                            |
| Moreuil                | Urbain Deleens       |        | CD (DVD jusqu'en 1966)    |                                            |
| Moyenneville           | Roger Castel         |        | Mod.                      |                                            |
| Nesle                  | Jacques Gronnier     |        | DVD (UNR jusqu'en 1966)   |                                            |
| Nouvion                | Ernest Lécuyer       |        | SFIO                      |                                            |
| Oisemont               | Charles Bignon       |        | RI                        |                                            |
| Péronne                | Daniel Boinet        |        | Rad.                      |                                            |
| Picquigny              | Daniel Tabary        |        | PCF                       |                                            |
| Poix-de-Picardie       | Henri Rameau         |        | Rad.                      |                                            |
| Roisel                 | Paul Lejeune         |        | Rad.                      |                                            |
| Rosières-en-Santerre   | Jean Millet          |        | CIR (DVG jusqu'en 1964)   |                                            |
| Roye                   | André Coël           |        | SFIO                      |                                            |
| Rue                    | Gabriel Deray        |        | SFIO                      |                                            |
| Saint-Valery-sur-Somme | Robert Becquet       |        | SFIO                      | Décédé le 16 décembre 1965                 |
| Saint-Valery-sur-Somme | Blanche Auriol       |        | PCF                       | Election partielle de 1966                 |
| Villers-Bocage         | Pierre Claisse       |        | CD (MRP jusqu'en 1966)    | Élu à la suite du décès de Richard Vilbert |

Noms en gras : élus lors des élections cantonales de 1964